# Ley Acilia Calpurnia
La Ley Acilia Calpurnia (en latín Lex Acilia Calpurnia) fue una ley romana fechada el año 66 a. C. bajo los cónsules Manio Acilio Glabrión y Cayo Calpurnio Pisón, que establecía multa para los condenados por cohecho y los inhabilitaban a perpetuidad para obtener magistraturas y asistir al senado, y concedía premios a los acusadores.